# الدار الكبيرة
الدار الكبيرة قرية في ناحية مركز حمص التابعة لمنطقة حمص في محافظة حمص في سورية.
تقع هذه القرية على نهر العاصي.تبعد عن مدينة حمص 10 كم باتجاه الشمال الغربي, يعمل سكانها البالغ عددهم نحو 13800 نسمة بالزراعة البعلية والمروية في تربة خصبة تنتج الحبوب والخضار والمحاصبل الصناعية وبعض الأشجار, إعمارها قديم بدلالة التل الأثري ومن تسميتها التي تعني مجمع الأديرة بالسريانية.